# Салас Мойя, Оскар
Оскар Салас Мойя (исп. Óscar Salas Moya; 5 августа 1936, Оруро — 23 февраля 2017) — боливийский профсоюзный и политический деятель левого толка. Шахтёр по профессии, Салас Мойя был одним из ключевых лидеров Коммунистической партии Боливии и профсоюзным вожаком горняков Уануни.

## Биография
Начинал как активист Федерации профсоюзов рабочих горнорудной промышленности Боливии и рядовой член компартии. Положение Саласа Мойи, принадлежавшего к более молодому поколению в партийном руководстве, было усилено в 1964 году после того, как коммунистическую партию покинули Пиментель и Эскобар.
Салас Мойя избирался депутатом парламента в 1979 и 1980—1985 годах. В 1985 году он был кандидатом в вице-президенты от Объединённого народного фронта (кандидатом в президенты которого был Антонио Аранибар Кирога). Кандидатуры Аранибара-Саласа получили 38 124 голосов (2,84 % от проголосовавших по стране).
В 1991 году он порвал с Коммунистической партией и основал новую политическую силу — Демократическую социалистическую альтернативу (ASD). Салас Мойя стал первым президентом новой партии.
В 1992 году Салас Мойя был избран исполнительным секретарём главного профсоюзного объединения страны, Боливийского рабочего центра (COB — Central Obrera Boliviana), на его девятом съезде. Кандидатуру Саласа Мойи поддержала коалиция различных умеренных элементов, но против бывшего шахтёра выступил как раз боевой профсоюз горняков (который покинул съезд в знак протеста после выборов). Как лидер COB, он также был президентом Андского консультативного трудового совета в 1993—1995 годах. Салас Мойя занимал должность исполнительного секретаря COB до 1996 года.
В 1997 году он вернулся в парламент избранным в Палату депутатов от Оруро на основе пропорционального представительства по списку Революционного левого движения (MIR). Салас Мойя был единственным депутатом, представлявшим ASD. Его заместителем в парламенте был Франц Дельгадо Корияма.
Он умер 23 февраля 2017 года в возрасте 84 лет.